# Castel di Sangro Calcio 2004-2005
Questa pagina raccoglie le informazioni riguardanti il Castel di Sangro Calcio nelle competizioni ufficiali della stagione 2004-2005..

## Rosa
| N. |                    | Ruolo | Calciatore             |
| -- | ------------------ | ----- | ---------------------- |
|    | Italia (bandiera)  | C     | Giovanni Adamo         |
|    | Nigeria (bandiera) | C     | Jimoh Azeez            |
|    | Francia (bandiera) | A     | El Habib Benaheur      |
|    | Italia (bandiera)  | P     | Marco Ciarnò           |
|    | Italia (bandiera)  | D     | Giuseppe Coppola       |
|    | Francia (bandiera) | C     | Stephane Coquin        |
|    | Italia (bandiera)  | D     | Alessandro Cremaschini |
|    | Italia (bandiera)  | C     | Davide Crovi           |
|    | Italia (bandiera)  | C     | Dario Di Mauro         |
|    | Italia (bandiera)  | C     | Luca Di Prisco         |
|    | Nigeria (bandiera) | A     | Kelechi Francis Ibekwe |
|    | Italia (bandiera)  | D     | Gaetano Iossa          |
|    | Italia (bandiera)  |       | Laurenzi               |

| N. |                   | Ruolo | Calciatore        |
| -- | ----------------- | ----- | ----------------- |
|    | Italia (bandiera) | A     | Simone Luzi       |
|    | Italia (bandiera) | C     | Davide Marfella   |
|    | Italia (bandiera) | A     | Simone Marini     |
|    | Italia (bandiera) | A     | Fabio Marino      |
|    | Italia (bandiera) | C     | Aniello De Cicco  |
|    | Italia (bandiera) | C     | Giovanni Martelli |
|    | Italia (bandiera) | A     | Mirko Micocci     |
|    | Italia (bandiera) | A     | Matteo Pelizzi    |
|    | Italia (bandiera) | D     | Alessandro Radi   |
|    | Italia (bandiera) | D     | Diego Ranieri     |
|    | Italia (bandiera) | A     | Fabrizio Rossi    |
|    | Italia (bandiera) | D     | Cristian Silveri  |
|    | Italia (bandiera) | P     | Luca Siringo      |
|    | Italia (bandiera) | C     | Andrea Tricarico  |